# Adolf Vögel

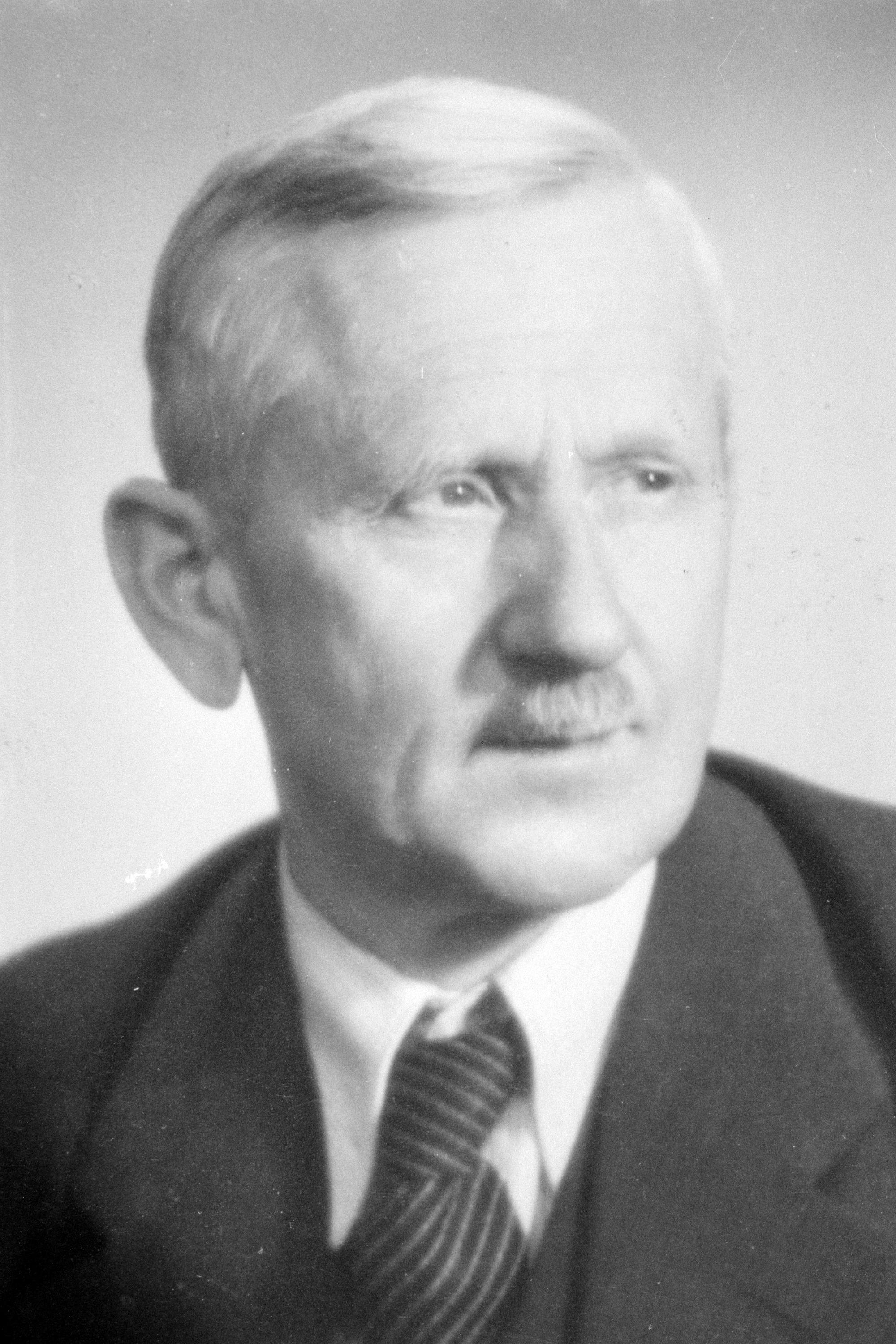
Adolf Vögel

Adolf Vögel (* 15. Februar 1891 in Doren; † 11. September 1972 ebenda) war ein österreichischer Politiker (CS, VF, ÖVP) aus dem Bundesland Vorarlberg. Er war unter anderem als Abgeordneter zum Vorarlberger Landtag, als Landesrat in der Vorarlberger Landesregierung und als Mitglied des österreichischen Bundesrates tätig.

## Leben und Wirken
Der am 15. Februar 1891 in der Bregenzerwäldergemeinde Doren geborene Adolf Vögel besuchte 6 Jahre lang die Volksschule in seiner Heimatgemeinde und war anschließend als Landwirt tätig. Von 1924 bis 1932 war er Mitglied der Gemeindevertretung von Doren und ab 1932 zwei Jahre lang Dorener Bürgermeister. Zwischen 1928 und 1938 war er für die Christlichsoziale Partei bzw. für die Vaterländische Front Abgeordneter zum Vorarlberger Landtag. Während dieser Amtsperiode war er ab dem 17. Juli 1934 auch Landtagspräsident. Während der Zeit des autoritären Ständestaats war er Mitglied des Länderrats. Von 1945 bis 1964 war Vögel in der Folge zunächst Mitglied des provisorischen Vorarlberger Landesausschusses und anschließend Landesrat in der Vorarlberger Landesregierung. Als Landesrat war er in den ersten Regierungskabinetten nach dem Zweiten Weltkrieg unter der Führung von Landeshauptmann Ulrich Ilg tätig. Von 1947 bis 1962 war Adolf Vögel zudem vom Vorarlberger Landtag entsandtes Mitglied des österreichischen Bundesrates. Für seine Verdienste um das Land Vorarlberg wurde Vögel im Jahr 1964 das Ehrenzeichen des Landes Vorarlberg in Gold verliehen.